# Mighty Max
Mighty Max foi uma série de animação que se estreou em 1993 e acabou em 1994 para promover os brinquedos britânicos da série Mighty Max, uma mistura de Polly Pocket com monstros. Max e os seus companheiros foram criado pela Bluebird Toys em 1992. Nos EUA foi transmitido por duas temporadas; com um total de quarenta episódios. Em Portugal a série foi transmitida na TVI, na RTP 2, e mais tarde no Canal Panda. As narrações de voz, em inglês, estão no cargo de Rob Paulsen como Max, Richard Moll como Norman, Tony Jay como Virgil, e Tim Curry como SkullMaster. 
Em Portugal, a voz de Max foi dobrada por Carlos Macedo, enquanto que a voz de Virgil esteve a cargo de João Lagarto, Norman por Jorge Sequerra (que também serviu como director de dobragem, que traduziu e adaptou os textos para a TVI), e a mãe do Max por Helena Isabel.

## Serie Televisiva

### Personagens
Max (Mighty Max)
O herói; este invulgar adolescente é muito bom em safar-se (e meter-se) em problemas. Um dia ele recebeu uma pacote misterioso. O pacote continha uma cassete de video e um boné basebol vermelho com um grande e amarelo "M". O chapéu era, na verdade, uma chave antiga para abrir vários portais descobertos ao longo de tempo e espaço, e (como ele tinha descoberto) Max tinha sido escolhido como portador e protector do seu boné. Ao colocar o boné, Max tornou-se o Portador da Chave - O Escolhido. Conheceu logo Virgil, o seu mentor Lemuriano, uma criatura com pouco menos de um metro de altura, que se assemelha a uma galinha, mas é na realidade um mocho. Conheceu também Norman, o Guardião, um guerreiro Nórdico de dez mil anos, e também o seu guarda-costas. Por último, Max conheceu o seu arqui-inimigo SkullMaster, o Senhor do Mal que matou a raça Lemuriana inteira à procura da chave máxima de poder, o Boné do Destino. Agora Max deve proteger o boné e os portais do SkullMaster, assim como manter o balanço no mundo. Mesmo com tanta responsabilidade Max diverte-se a ser "O Escolhido". (Narrado por Rob Paulsen)
Virgil (O Profeta)
O último descendente do povo de Lemúria, o próximo passo da evolução do Homem, tal como tinha sido revelado no primeiro episódio. Tem dez mil anos de idade e possui um grande conhecimento (tanto do passado como do futuro).
Norman
Um "grandalhão" que já foi tudo o que é herói, desde Hércules ao famoso Thor!
Sem a certeza da idade desta maquina de batalha, não parece ficar muito atrás do Virgil!
Não gosta muito de conversa, prefere acção (sendo esta esmagar crânios). A frase típica dele depende da situação, mas começa sempre da mesma maneira: "Eu como … no café da manhã!", sendo que na palavra que falta se insere o tema de conversa, sendo o tema monstros, dragões, escorpiões, mutantes ou sugadores de cérebros!

## Dublagem (1994-1995 Brasil)
- Max: Gustavo Nader
- Virgil:
- Norman:
- Mãe do Max: Miriam Ficher
- Bea:
- Felix:
- Skullmaster:
- Estúdio: VTI